# Němčany
Němčany jsou obec v okrese Vyškov v Jihomoravském kraji. Žije v ní 827 obyvatel.

## Historie
První písemná zmínka o vesnici pochází z roku 1497 (Niemczany).

## Přírodní poměry
Vesnice se nachází v Litenčické pahorkatině. Severně od ní se nachází přírodní památka mrazový klín a dále na severovýchod přírodní památka Volkramy.

## Obyvatelstvo

### Struktura
V obci k počátku roku 2016 žilo celkem 799  obyvatel. Z nich bylo 389 mužů a 410 žen. Průměrný věk obyvatel obce dosahoval 40,8% let. Dle Sčítání lidu, domů a bytů provedeném v roce 2011, kdy v obci žilo 736  lidí. Nejvíce z nich bylo (18,3%) obyvatel ve věku od 30 do 39  let. Děti do 14 let věku tvořily 15,2% obyvatel a senioři nad 70 let úhrnem 6%. Z celkem 624 občanů obce starších 15 let mělo vzdělání 42,3% střední včetně vyučení (bez maturity). Počet vysokoškoláků dosahoval 6,4% a bez vzdělání bylo naopak 1,1% obyvatel. Z cenzu dále vyplývá, že ve městě žilo 361 ekonomicky aktivních občanů. Celkem 91,4% z nich se řadilo mezi zaměstnané, z nichž 72,3% patřilo mezi zaměstnance, 2,2% k zaměstnavatelům a zbytek pracoval na vlastní účet. Oproti tomu celých 48% občanů nebylo ekonomicky aktivní (to jsou například nepracující důchodci či žáci, studenti nebo učni) a zbytek svou ekonomickou aktivitu uvést nechtěl. Úhrnem 349 obyvatel obce (což je 47,4%), se hlásilo k české národnosti. Dále 168 obyvatel bylo Moravanů a 3 Slováků. Celých 308 obyvatel obce však svou národnost neuvedlo.
| Rok            | 1869 | 1880 | 1890 | 1900 | 1910 | 1921 | 1930  | 1950 | 1961 | 1970 | 1980 | 1991 | 2001 | 2011 | 2021 |
| -------------- | ---- | ---- | ---- | ---- | ---- | ---- | ----- | ---- | ---- | ---- | ---- | ---- | ---- | ---- | ---- |
| Počet obyvatel | 642  | 739  | 778  | 845  | 944  | 981  | 1 010 | 927  | 955  | 861  | 812  | 761  | 725  | 736  | 800  |
| Počet domů     | 130  | 147  | 162  | 171  | 198  | 205  | 222   | 231  | 230  | 219  | 218  | 252  | 248  | 255  | 287  |

## Obecní správa

### Obecní symboly
Znak a vlajka byly obci uděleny rozhodnutím předsedy Poslanecké sněmovny Parlamentu České republiky dne 12. května 1997.

## Společnost
V obci má bohatou historii spolková činnost, ať již to byl Sokol, ochotnické divadlo či Hasičský sbor. V posledních desetiletích je nejaktivnější složkou v obci Tělovýchovná jednota, která znovuobnovila v osmdesátých letech ochotnické divadlo, které ale po řadě úspěšných představení v devadesátých letech zaniklo. Ve vlastní tělovýchovné jednotě je nejúspěšnější oddíl kopané, jehož první mužstvo podruhé v historii obce postoupilo do 1. B třídy. Díky péči sportovců i podpoře obecního úřadu bylo zmodernizováno hřiště včetně výstavby nových kabin. Bohatou činností se může pochlubit i nově vzniklý Klub přátel historie, pro jehož činnost byla upravena budova z majetku obce na Obecní vlastivědné muzeum.

## Pamětihodnosti

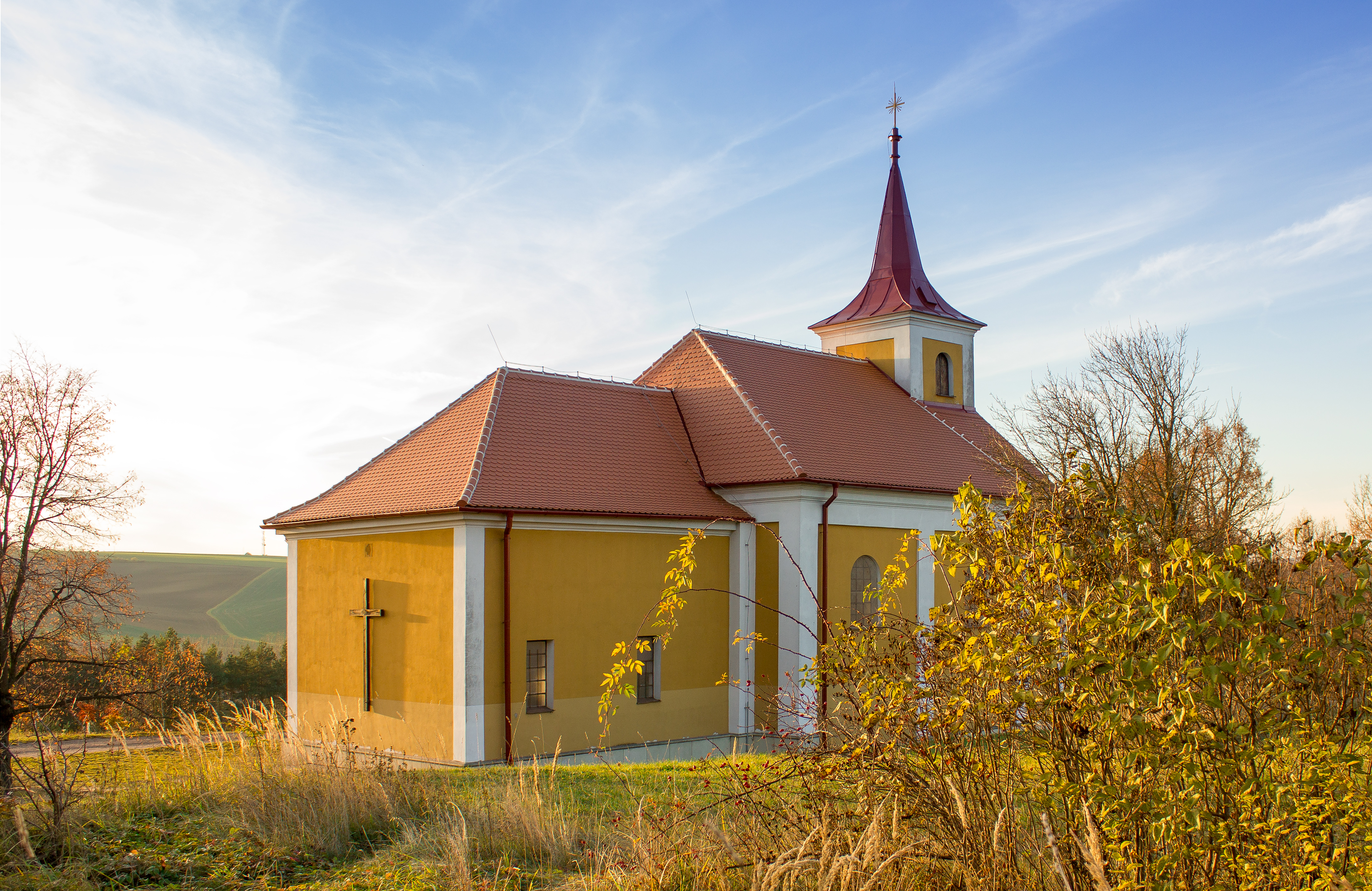
Poutní kaple Panny Marie Sedmibolestné na Lutrštéku

- Poutní kaple Panny Marie Sedmibolestné na Lutrštéku
- Filiální kostel svatého Antonína – na hřbitově